# 徳川徳松
徳川 徳松（とくがわ とくまつ）は、江戸時代前期の大名。上野館林藩主。徳川綱吉の長男で、綱吉の江戸幕府第5代将軍就任に伴って将軍家世子となるが、夭折した。

## 略歴
延宝7年5月6日（1679年6月14日）、当時館林藩主だった綱吉の嫡男として江戸の神田御殿で生まれた。母は堀田将監（小谷正元）女のお伝の方（瑞春院）。同母姉に紀州藩主徳川綱教室となった鶴姫がいる。なお、「徳松」は父の綱吉も名乗っていた幼名である。
延宝8年（1680年）5月に綱吉が長兄の4代将軍家綱の継嗣となったため、数え二つ（満11か月）で館林徳川家の家督を継いだ。同年11月27日に、江戸幕府第5代将軍になった綱吉と共に神田御殿から江戸城西の丸に移り、館林藩主のまま綱吉の世子に定められ、松平忠冬・堀田正英・内藤重頼・黒田直邦・岡田俊陳・稲垣重定・本庄宗資・堀田正休・川勝隆尚らの旗本や御家人が傅役として徳松に仕え、老中の板倉重種も徳松付の西の丸老中を兼ねてこれを支えた。
しかし、徳松は天和3年閏5月28日（1683年7月22日）に数え五つ（満4歳）で夭折した。法名は浄徳院殿霊岳崇心大童子。墓所は東京都港区の増上寺にある。徳松の没後、館林藩は廃藩となり、藩領は幕府直轄領に編入されて館林城も破却され、館林徳川家は2代で廃絶した。